# 波羅的海之路
波羅的海之路，又稱自由之鏈或波羅的海之鏈，是發生於1989年8月23日的一次大規模和平示威。大約有200萬人加入這場活動，他們手牽手組成一個長度超過675公里的人链，穿過波羅的海三國（爱沙尼亚、拉脫維亞和立陶宛）。這一示威是為了希望世界能夠關心三國共同的歷史遭遇——在1939年8月23日苏联和納粹德國秘密簽訂的《苏德互不侵犯条约》中，該三國被蘇聯占領。該活動起源於1980年代在西方城市舉行的“國際黑絲帶日”抗議活動。它標誌著蘇聯與納粹德國之間的《莫洛托夫—里賓特洛甫條約》签订50週年。
此事件場景震撼、牽動情緒，在國內外均大收宣傳之效。這次活動為波羅的海激進主義者提供了將波羅的海獨立問題定位為不止是政治問題，而且是道德問題的機會。蘇聯當局以激烈的口吻回應，但沒有採取任何建設性的行動修補三國與蘇聯其他地區間日益擴大的鴻溝。示威後7個月，立陶宛成為首個宣告獨立的苏联加盟共和国。1991年9月6日，苏联政府正式承认爱沙尼亚、拉脱维亚和立陶宛独立。
东欧剧变之後，8月23日成為波羅的海三國、歐盟和其他國家的紀念日，稱為「黑絲帶日」或「歐洲史太林主義和納粹主義受害人紀念日」。

## 背景

### 三國立場
儘管《苏德互不侵犯条约》中的秘密條文在二戰結束後的纽伦堡审判時曝光，但蘇聯一直否認這些條文存在。蘇聯的政治宣傳也堅稱，三國的國民議會代表各國人民意願，向苏联最高苏维埃提請加入蘇聯──故此，蘇聯認為，三國是自願加盟蘇聯，而非蘇聯佔領三國。三國則宣稱他們是被蘇聯以武力非法合併的。一般認為，蘇德兩國簽訂的密約證明三國是被非法佔據的。只要能指出蘇聯佔領和蘇德條約之間的關係，就可宣告蘇聯對三國的統治無法律基礎，1940年起在當地實施的蘇聯法律自動無效，到了1941年蘇德戰爭時苏軍在波羅的海行動未能阻擋德軍攻勢，納粹德國軍事佔領了波羅的海三國，直到苏联在1944年波羅的海攻勢打敗德軍后收回三國。若這种說法成立，即自動解決重奪主權或爭取自治的爭議，因為波羅的海國家從來沒有在法律上屬於蘇聯；三國在兩戰期間原為獨立國家，也可以合法恢復原有地位，宣告蘇聯法律對三國無效力，使三國無須再遵守《蘇聯憲法》，也省卻正式的脫離程序。
《蘇德互不侵犯條約》簽訂50週年之際，波羅的海三國和莫斯科的關係日益緊張。羅穆阿爾達斯·奧佐拉斯在立陶宛發起200萬人聯署抗议行动，要求苏軍撤出立陶宛。立陶宛共產黨也考慮與苏联共产党決裂。1989年8月8日，愛沙尼亞試圖修改選舉法，限制新移民（主要是俄羅斯工人）的選舉權，觸發俄羅斯工人的大規模罷工和抗議。莫斯科稱這些事件為「族群間衝突」，從而在混亂中「締造和平」。隨著局勢日益緊張，有人期望莫斯科會應波羅的海人民的意願而推行改革。同時，時任德國統一社會黨總書記昂纳克和羅馬尼亞共產黨總書記西奧塞古表示，若蘇聯決意武力鎮壓示威，兩國會提供軍事援助。

### 蘇聯回應
8月15日，蘇聯官方媒體《真理报》回應愛沙尼亞的罷工，嚴厲譴責「激進主義者」罔顧蘇聯整體利益，貪圖一己的「狹隘民族主義」，挑動「歇斯底里」式的群眾活動。17日，蘇聯共產黨中央委員會在《真理報》公佈關於加盟共和國的新政策。然而，其內容大都是老調重彈，即苏联不僅於外交和國防中保留領導地位，還主導經濟、科學和文化；但在某些方面也作出了輕微讓步，如：提議加盟共和國可在法院反對蘇聯法律（當時波羅的海三國已經修改憲法，賦權各自的最高蘇維埃否決蘇聯法律 ），還可以把各自的民族語言提升為官方語言（但強調俄語仍然居於主導地位）。計劃中包括立法取締「民族主義和沙文主義組織」，以控告爭取獨立的團體；還提議以新的聯合協議取代1922年聯盟條約，作為蘇聯憲法的一部份。
8月18日，《真理報》刊登苏共中央政治局委员兼苏共中央书记处书记亚历山大·尼古拉耶維奇·雅科夫列夫对《蘇德條約》等文件的看法。雅科夫列夫是全國蘇維埃大會調查《蘇德條約》和秘密條文的26人委員會主席。雅科夫列夫承認和譴責秘密條文，但他堅稱這些條文與波羅的海國家加入蘇聯無關。因此，蘇聯一改立場，不再聲稱秘密條文不存在或是偽造的，但仍不承認1940年佔領了三國，波羅的海國家對此結果當然不滿。8月22日，立陶宛最高蘇維埃的一個委員會宣佈，1940年的佔領是《蘇德互不侵犯條約》的直接結果，故此不合法。這是首次有蘇維埃正式機構挑戰蘇聯統治的合法性。

## 示威

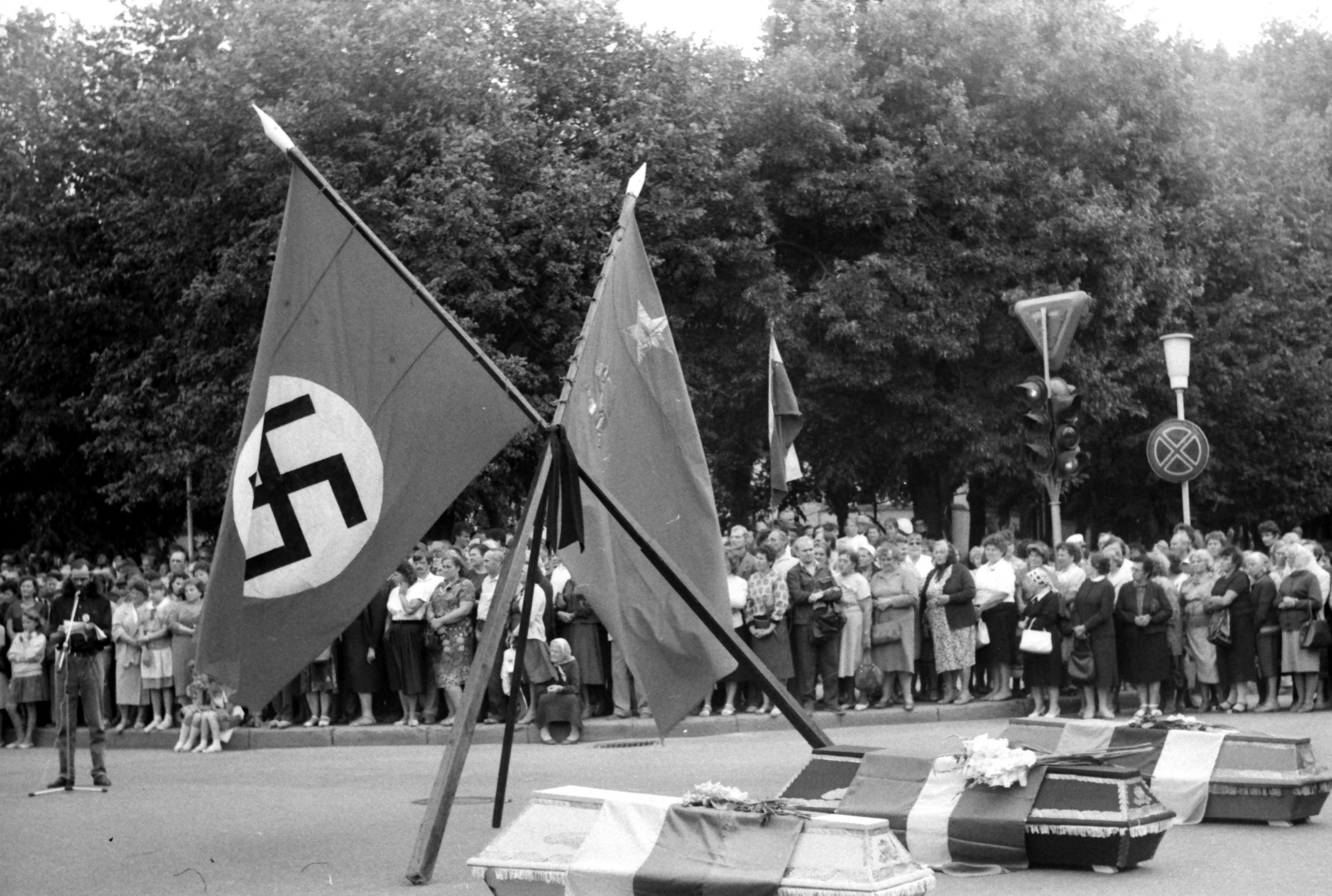
1989年8月23日，在立陶宛希奧利艾，蓋上波羅的海三國國旗的棺木，置於蘇聯和納粹德國旗幟之下。

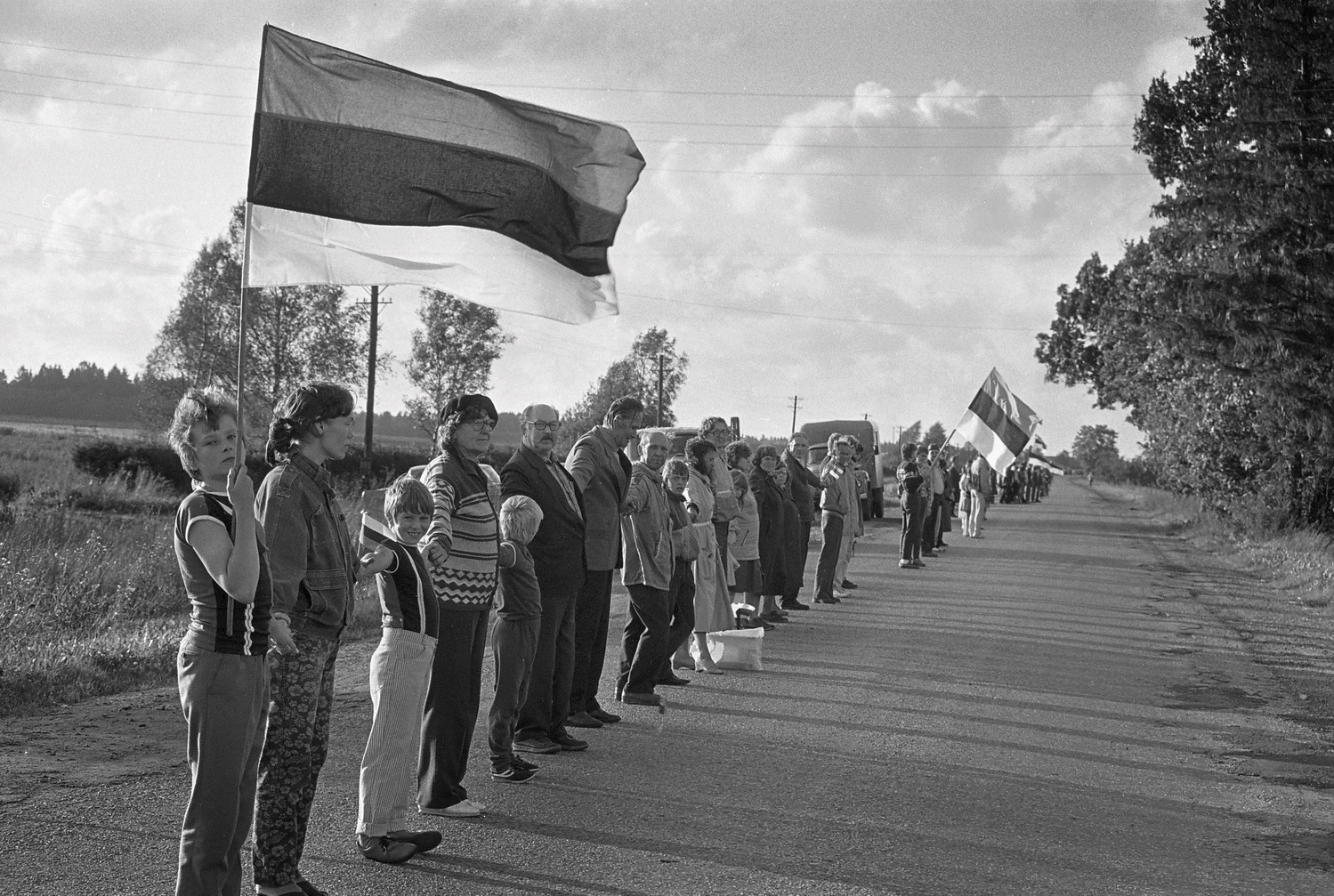
爱沙尼亚的人链

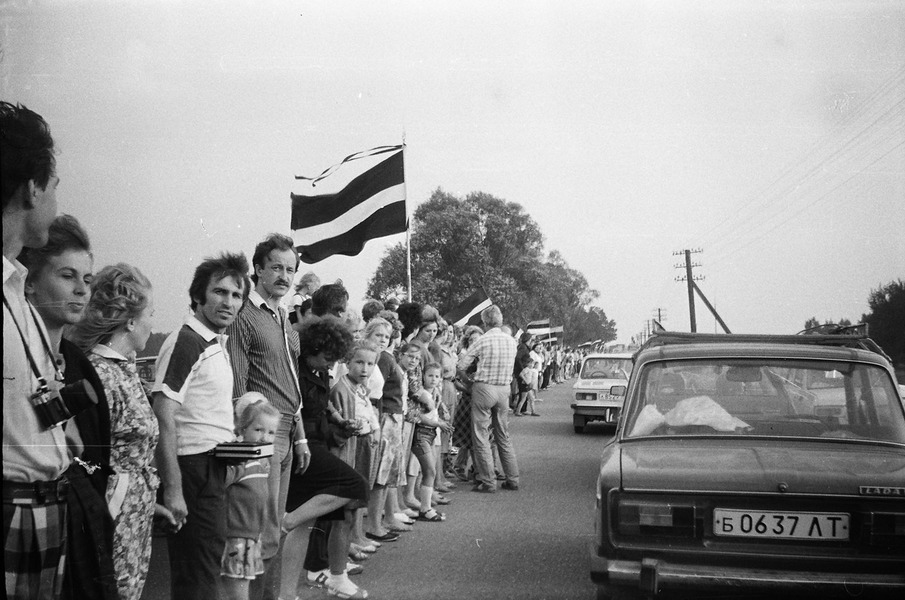
拉脱维亚的人链

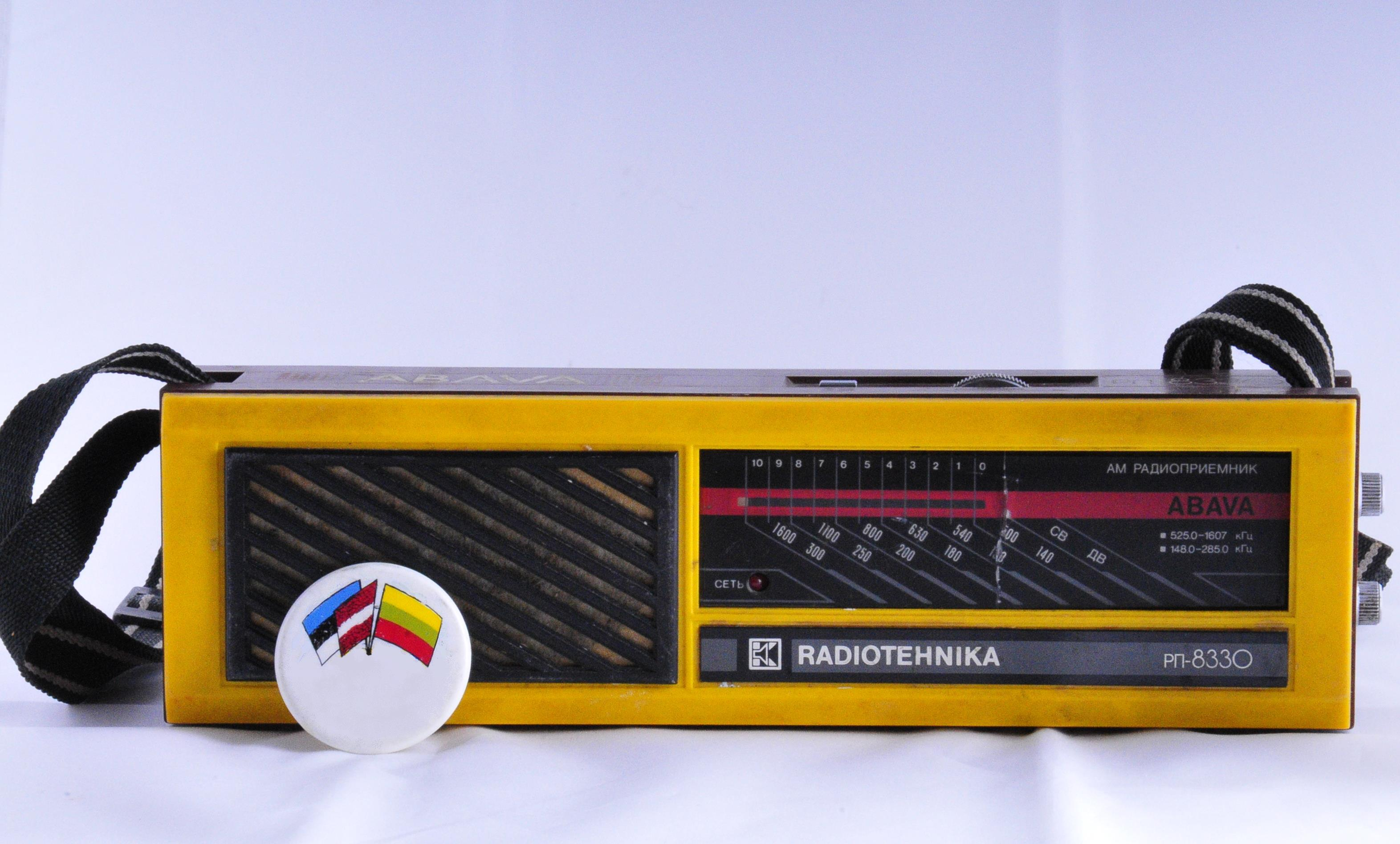
參與者攜帶手提收音機，以得知從塔林至維爾紐斯組成人鏈的確實時間。他們也佩戴襟章，展示三國爭取脫離蘇聯獨立的共同決心。

### 籌備
受苏联共产党中央委员会总书记米哈伊尔·谢尔盖耶维奇·戈尔巴乔夫的開放政策和经济改革啟發，街頭示威日漸受歡迎和支持。1986年8月23日，21個西方城市（包括伦敦、斯德哥尔摩、西雅圖、洛杉矶、珀斯和华盛顿哥伦比亚特区等）舉行黑絲帶日遊行，要求世界正視蘇聯侵犯人權。1987年黑絲帶日，36個城市舉行示威，包括立陶宛维尔纽斯。同年，愛沙尼亞塔林和拉脫維亞里加也舉行反對《蘇德互不侵犯條約》的示威。1988年，蘇聯政府首次批准這些示威，沒有逮捕示威者。社會運動家計劃在《蘇德互不侵犯條約》簽訂50週年當日舉行特別大規劃的示威。人链的提議是誰人和何時提出，至今不詳；似乎是7月15日在派爾努的三方會議中提出的。8月12日，三國社會運動家在采西斯簽訂正式協議。這次示威獲地區共產政府批准。同時，幾個譴責蘇聯佔領的聯署，分別得到上十萬人支持。
主辦機構為確保人鏈不受干擾，預先在地圖上明確標出城市、城鄉和村落的準確位置。交通不便者可乘坐免費巴士。全國均投入籌備工作，連之前置身事外的郊區也積極參與。雖然有些雇主不允許員工請假（8月23日為星期三），但有些則資助巴士費用。8月23日，特別電台廣播負責協調工作。愛沙尼亞訂當天為公眾假期。
波羅的海爭取獨立運動以這示威名義，向世界和歐洲發表聯合聲明。聲明指出《苏德互不侵犯条约》是犯罪行為，並促請各方宣告這條約自簽署一刻起即「無效」。聲明也指出波羅的海國家問題是「不容剝奪的人權的問題」，批評歐洲社會持「雙重標準」，對「希特拉–史太林時代最後幾塊殖民地」視若無睹。當日，《真理报》刊出社論「僅為事實」，引用爭取獨立者的語句，從而顯示他們反蘇聯的行為不可接受。

### 人鏈
人鏈連接波羅的海三國首都──維爾紐斯、里加和塔林。從維爾紐斯開始，沿A2高速公路，經過烏克梅爾蓋和帕內韋日斯，再沿着E67公路，經過切哈努夫、包斯卡、里加、愛那茲、派爾努，最後到達塔林。當地時間下午7時（協調世界時下午4時），示威者和平地牽手15分鐘，然後有一些地區聚會和示威。在維爾紐斯，約5千人在大教堂廣場聚集，手持蠟燭唱愛國歌曲（包括《國歌》）。其他地方則有僧侶舉行彌撒，或敲響教堂鐘。愛沙尼亞和拉脫維亞的人民陣線領袖在兩國邊界會面，舉行一場象徵性的喪禮，豎立一支大型黑色十字架。示威者手持蠟燭，高舉黑色絲帶裝飾的戰前國旗，悼念蘇聯暴政的死難者：「森林兄弟」、遭流放到西伯利亞的人、政治犯，和其他被標籤為「阶级敌人」的人。
莫斯科普希金廣場上，數百人為同情波羅的海國家而嘗試發起示威，但被防暴警察阻止。塔斯社報道，75人因破壞和平、輕微毀壞公共設施和其他罪行被捕。同樣受《蘇德互不侵犯條約》影響的摩爾多瓦，有1萬3千人示威。
| 人數                 | 愛沙尼亞 | 拉脫維亞 | 立陶宛 |
| -------------------- | -------- | -------- | ------ |
| 總人口（1989年）     | 160萬    | 270萬    | 370萬  |
| 原住民人口（1959年） | 75%      | 62%      | 79%    |
| 原住民人口（1989年） | 61%      | 49%      | 80%    |

大部分對參與人數的估計都在100萬和200萬之間。路透社新聞報道，約70萬愛沙尼亞人和100萬立陶宛人參與示威。拉脫維亞人民陣線估計約有40萬人參與。主辦單位在活動前期望原住人口中，有百分之25至30人會參與。塔斯社報道蘇聯官員認為，30萬愛沙尼亞人和接近50萬立陶宛人參與。要使人鏈物理上可行，每國必須有約20萬人參與。空中拍攝的錄像顯示，人鏈在農村地區幾乎是沒有斷開的。

## 後續事件
1989年8月26日，蘇聯電視台黃昏新聞首19分宣讀蘇聯共產黨中央委員會的聲明。聲明以嚴厲字眼警告，從事「反社會主義、反蘇聯」不法行為的「民族主義、極端主義群體」，正在日漸滋長。聲明指責這些群體歧視少數族群，威嚇仍然忠於蘇聯理想的人，並批評地區政府沒有阻止這些行徑。蘇共稱波羅的海之路為「民族主義的歇斯底里」，會惡化成「無底深淵」和「災難性」的結果。聲明號召農民和工人挽救局面，捍衛蘇聯理想。總括而言，聲明帶有雙重意思：一方面間接威脅使用武力，另一方面希望以外交手段解決糾紛。一般認為蘇共中央仍未決定選擇哪個方案，不排除任何一個可能性。透過親蘇傳媒發表聲明，是因為莫斯科相信在三國仍有很多受眾；而對波羅的海國家共產黨的批評，則表示莫斯科打算撤銷他們的領導權。
美國總統乔治·H·W·布什和西德總理赫尔穆特·科尔主張和平改革，譴責《蘇德互不侵犯條約》。8月31日，三國社會運動家向联合国秘书长佩雷斯·德奎利亚尔發表聯合聲明，指出受到侵略威脅，要求國際委員會監察局勢。聲明播出後，莫斯科的態度幾乎立即軟化，蘇聯也沒有實現先前作出的威脅。9月19至20日，蘇共中央召集商討國籍問題──苏共中央总书记戈尔巴乔夫自1988年初一直拖延的議題。大會沒有特別提及波羅的海國家，並且重申蘇聯中央統治地位和俄語主導地位的一貫方針。雖然會議承諾提高自治度，但充滿矛盾，也沒有指出這次衝突的原因。

## 評論
人鏈象徵波羅的海人民的團結，也向全世界關注波羅的海三国事态发展的人传播这种理念。事件中非暴力「歌唱革命」的正面形象經過西方媒體報道廣為流傳。社會運動家，包括維陶塔斯·蘭茨貝吉斯等，以此宣揚獨立是道德而非政治議題，强调重新獨立可恢復歷史公義，消除斯大林主义。这次运动受到群眾支持，使成立僅1年的獨立運動變得更堅決和徹底，不只是要求莫斯科給予更大自由，而是要爭取全面獨立。
1989年12月，雅科夫列夫領導的委員會對《蘇德互不侵犯條約》秘密條文的譴責议案，獲全國蘇維埃大會通過，蘇共中央總書記兼最高蘇維埃主席戈爾巴喬夫簽署了这一决议。1990年2月，波羅的海三國舉行了首三次最高蘇維埃民主選舉，支持獨立的當選人佔大多數。1990年3月11日，波羅的海之路後6個月內，立陶宛成為首個宣告獨立的蘇聯加盟共和國。8月20日和21日，愛沙尼亞和拉脫維亞也宣告獨立。1991年9月6日，苏联国务委员会正式承认波罗的海三国独立。截至1991年底，西方大部分國家承認波羅的海三國的獨立。
波羅的海之路是史上第一個，也是最長的不間斷人链。2009年，紀錄波羅的海之路的文件列入聯合國教科文組織的世界记忆计划，以承認它們在紀錄歷史方面的價值。

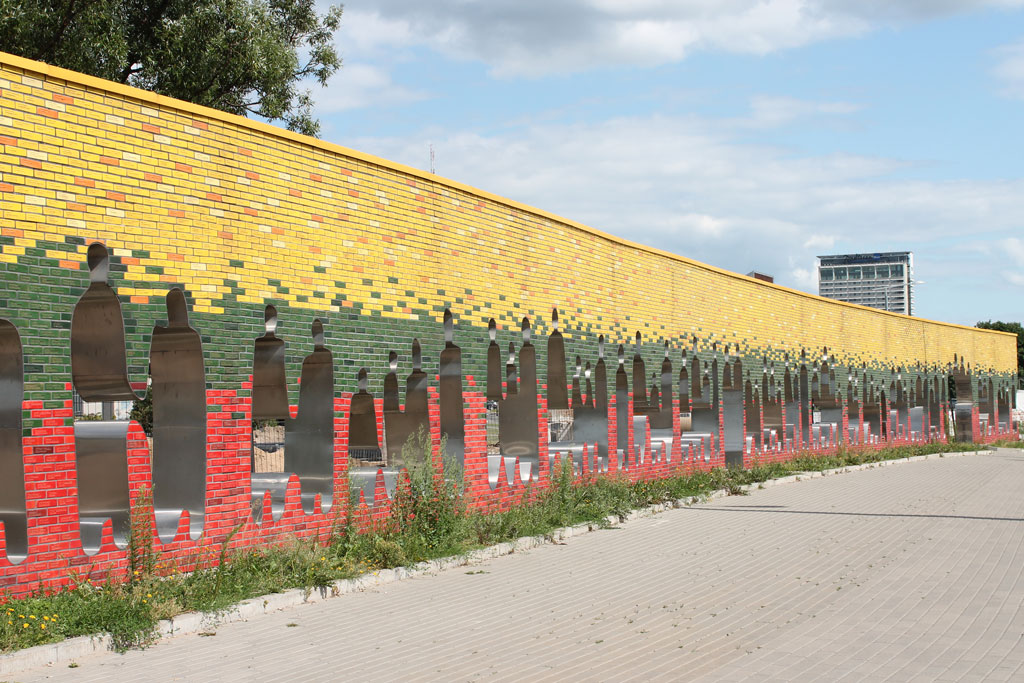
位於立陶宛維爾紐斯的波羅的海之路紀念牆
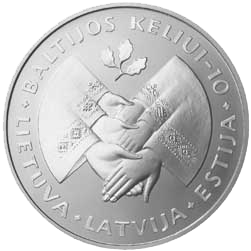
為紀念波羅的海之路10週年的立陶宛立特紀念幣（背面）
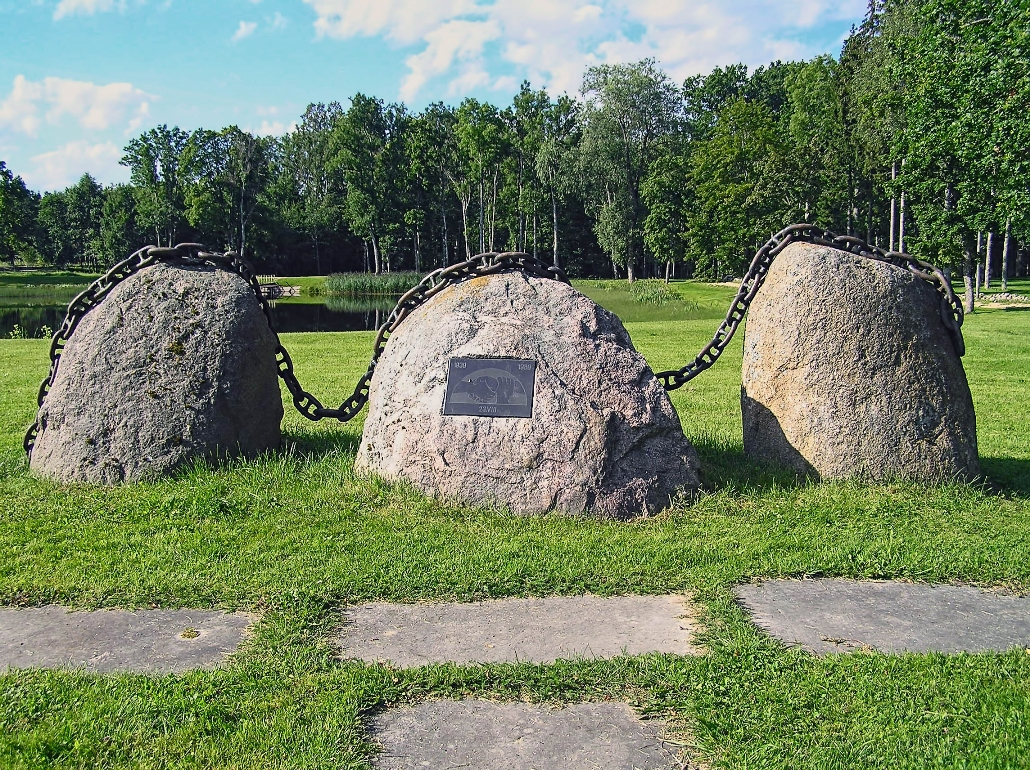
位於愛沙尼亞南部卡魯（Karu）的紀念碑

## 仿效活動

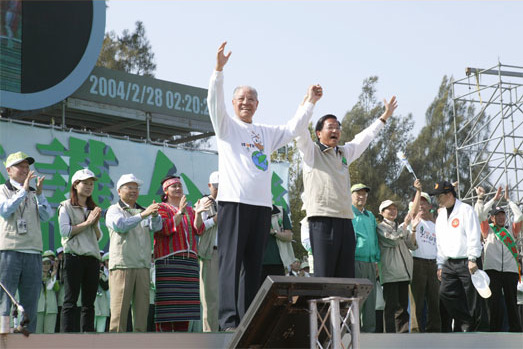
2004年於台灣所發起的百萬人手牽手護台灣活動即是受到波羅的海之路的啟發。

歐洲國家、蘇聯國內和臺灣都相繼舉行過類似示威，如2004年約有200萬臺灣民眾參與的228百萬人手牽手護台灣，2013年有超100萬加泰羅尼亞民眾參與的加泰羅尼亞之路。2019年8月23日香港市民為表達對撤回逃犯條例修訂等訴求，於波羅的海之路30周年之際發起「香港之路」活動，以引起國際關注。
在波罗的海之路31周年之际，立陶宛首都维尔纽斯的民众组成了一条长达30公里的人链，声援邻国白俄罗斯的反政府示威。该国总统吉塔纳斯·瑙塞达也在Twitter上宣传该活动，表达对白俄罗斯人民的支持。

### 引用
1. 1 2  Dreifelds, Juris. . Cambridge University Press. 1996: 34–35  [2010-04-17]. ISBN 052155537X. （原始内容存档于2015-03-26）.
2. ↑  United Press International. . The San Francisco Chronicle. 1989-08-12.
3. 1 2 3  Conradi, Peter. . Reuters News. 1989-08-18.
4. ↑  Senn (1995), p. 33
5. 1 2  Dejevsky, Mary. . The Times. 1989-08-23.
6. ↑  Laurinavičius (2008), p. 336
7. ↑  Senn (1995), p. 91
8. ↑  Laurinavičius (2008), pp. 317, 326
9. ↑  Conradi, Peter. . Reuters News. 1989-08-16.
10. 1 2  Fisher, Matthew. . The Globe and Mail. 1989-08-16.
11. ↑  Blitz, James. . Financial Times. 1989-08-16: 2.
12. ↑  Senn (1995), p. 30
13. ↑  Laurinavičius (2008), p. 330
14. ↑  Ashbourne, Alexandra. . Lexington Books. 1999: 24. ISBN 0-7391-0027-0.
15. 1 2 3  Laurinavičius (2008), p. 334
16. ↑  Associated Press. . Houston Chronicle. 1989-08-17.
17. ↑  Vardys, Vytas Stanley; Judith B. Sedaitis. . Westview Series on the Post-Soviet Republics. Westview Press. 1997: 150–151. ISBN 0-8133-1839-4.
18. ↑  Remnick, David. . The Washington Post. 1989-08-19.
19. ↑  Senn (1995), p. 66
20. 1 2 3  Fein, Esther B. . The New York Times. 1989-08-24  [2010-04-17]. （原始内容存档于2013-09-21）.
21. 1 2  Dobbs, Michael. . The San Francisco Chronicle. 1989-08-24.
22. ↑  Anušauskas (2005), p. 617
23. ↑  Laurinavičius (2008), p. 326. Full text （页面存档备份，存于）
24. 1 2  Dobbs, Michael. . The Washington Post. 1989-08-24.
25. 1 2  Imse, Ann. . Associated Press. 1989-08-27.[]
26. ↑  Alanen (2004), p. 100 （页面存档备份，存于）
27. 1 2  Alanen (2004), p. 78 （页面存档备份，存于）
28. 1 2  Lodge, Robin. . Reuters News. 1989-08-23.
29. 1 2   (PDF). Estonian, Latvian and Lithuanian National Commissions for UNESCO. 1989-08-17  [2010-04-17]. （原始内容 (PDF)存档于2011-07-23）.
30. 1 2 3 4  Senn (1995), p. 67
31. ↑  Anušauskas (2005), p. 618
32. 1 2 3  Imse, Ann. . Associated Press. 1989-08-23.
33. 1 2  Lodge, Robin. . Reuters News. 1989-08-23.
34. ↑  Dobbs, Michael. . The Washington Post. 1989-08-27.
35. ↑  Associated Press. . Tulsa World. 1989-08-24.
36. ↑  Misiunas, Romuald J.; Rein Taagepera.  expanded. University of California Press. 1993: 328. ISBN 0-520-08228-1.
37. ↑  Fein, Esther B. . The New York Times. 1989-08-27  [2010-04-17]. （原始内容存档于2021-04-05）.
38. 1 2  Remnick, David. . The Washington Post. 1989-08-27.
39. 1 2  Laurinavičius (2008), p. 347
40. ↑  Hines, Cragg. . Houston Chronicle. 1989-08-29.
41. ↑  Laurinavičius (2008), pp. 351–352
42. ↑  Laurinavičius (2008), p. 352
43. ↑  Laurinavičius (2008), p. 350
44. ↑  Senn (1995), p. 69
45. ↑  Senn (1995), p. 70
46. ↑  Laurinavičius (2008), p. 361
47. ↑  Winfrey, Paul. . Financial Times. 1989-09-25.
48. ↑  Taagepera, Rein. . Westview Series on the Post-Soviet Republics. Westview Press. 1993: 157  [2010-04-17]. ISBN 0813317037. （原始内容存档于2015-03-26）.
49. ↑  Plakans, Andrejs. . Studies of Nationalities. Hoover Press. 1995: 174  [2010-04-17]. ISBN 0817993029. （原始内容存档于2015-03-26）.
50. ↑  Katell, Andrew. . Associated Press. 1989-08-22.
51. ↑  Senn (1995), p. 155
52. ↑  Senn (1995), p. 78
53. ↑  . ArtDaily.org.   [2009-07-31]. （原始内容存档于2013-05-24）.
54. ↑  . UNESCO Memory of the World Programme. 2009-07-31  [2009-12-14]. （原始内容存档于2016-10-20）.
55. 1 2  劉淑琴. . 中央通訊社. 2019-08-30  [2020-08-23]. （原始内容存档于2021-04-05）.
56. ↑  . DW News. 2020-08-24  [2020-08-25]. （原始内容存档于2021-04-05）.

## 外部連結
- 世界記憶──波羅的海之路（英文）、http://www.balticway.net/index.php?page=baltic-way&hl=et （页面存档备份，存于）、http://www.balticway.net/index.php?page=baltic-way&hl=lv （页面存档备份，存于）、http://www.balticway.net/index.php?page=baltic-way&hl=lt （页面存档备份，存于）
- 波羅的海對世界聯合聲明
- 波羅的海之路錄影包括三語波羅的海獨立歌曲《波羅的海站起來》
- 波羅的海之路錄影 （页面存档备份，存于）包括三語波羅的海獨立歌曲《覺醒和站起來》
- 波羅的海之路紀錄 （页面存档备份，存于），由立陶宛電視台製作
- 圖片冊，立陶宛政府的虛擬相簿
- 波羅的海國家的郵政局發行的紀念郵票